# Hyalorrhipis turcmena
Hyalorrhipis turcmena är en insektsart som beskrevs av Boris Petrovich Uvarov 1926. Hyalorrhipis turcmena ingår i släktet Hyalorrhipis och familjen gräshoppor.

## Underarter
Arten delas in i följande underarter:
- H. t. turcmena
- H. t. grandis